# As I Try Not to Fall Apart
As I Try Not to Fall Apart è il sesto album in studio del gruppo musicale britannico White Lies, pubblicato nel 2022.

## Tracce
1. Am I Really Going to Die – 4:47
2. As I Try Not to Fall Apart – 4:58
3. Breathe – 4:46
4. I Don't Want to Go to Mars – 4:37
5. Step Outside – 4:05
6. Roll December – 6:44
7. Ragworm – 4:32
8. Blue Drift – 5:00
9. The End – 3:54
10. There Is No Cure for It – 4:05

## Formazione
- Harry McVeigh – voce, chitarra, tastiera
- Charles Cave – basso, tastiera
- Jack Lawrence-Brown – batteria, percussioni